# Microscopio acustico a scansione
Il microscopio a scansione acustica (SAM) è un apparato che si serve del suono focalizzato per investigare, misurare o ritrarre un oggetto (processo che si chiama Tomografia Acustica a Scansione). Viene normalmente impiegato nelle analisi dei guasti e nelle valutazioni non distruttive. Ha pure impiego nella ricerca biologica e medica. L'industria dei semiconduttori ha trovato utile il Microscopio acustico a scansione nello scoprire cavità, incrinature e delaminazioni negli involucri degli elementi elettronici miniaturizzati.

## Storia
Il primo microscopio a scansione acustica fu sviluppato da C. F. Lemons e R. A. Quate nel 1974 presso il Laboratorio Microonde della Università di Stanford.

## Principio di funzionamento
Il microscopio a scansione acustica funziona dirigendo del suono focalizzato da un trasduttore ad ultrasuoni su un piccolo punto di un oggetto. Il suono colpendo l'oggetto viene disperso, assorbito, riflesso o trasmesso. Tipicamente, il suono riflesso o trasmesso viene raccolto e misurato. Sulla base delle misure, viene assegnato un valore al sito investigato. Il trasduttore (o l'oggetto) viene leggermente mosso e poi nuovamente insonificato. Questo procedimento viene ripetuto in maniera sistematica finché l'intera regione d'interesse sia stata investigata. Sovente questi valori di ogni punto vengono riuniti in una immagine dell'oggetto. Il contrasto che si vede nella immagine è basato sulla geometria dell'oggetto o 
sulla composizione del materiale. La risoluzione dell'immagine è limitata dalla risoluzione fisica della scansione o dalla larghezza del raggio sonoro (che a sua volta è determinata dalla frequenza del medesimo).

## Applicazioni
Il SAM fornisce dei dati sulla elasticità delle cellule e dei tessuti, dati che possono dare informazioni utili circa le forze fisiche che vincolano le strutture in una particolare forma e la meccanica delle strutture come il citoscheletro. Alcuni studi sono stati portati avanti sulla meccanica delle forme delle cellule e sulla distribuzione delle forze nei citoscheletri. Questi studi sono particolarmente di valore nell'investigare processi come la mobilità delle cellule.
- Investigazione sulle sollecitazioni interne.
- Caratterizzazione delle proprietà elastiche.